# Katharinenberg (Großmehring)
Katharinenberg ist ein Ortsteil der Gemeinde Großmehring im Landkreis Eichstätt im Regierungsbezirk Oberbayern des Freistaates Bayern.

## Lage
Das Kirchdorf liegt auf einer Erhebung der Südlichen Frankenalb nördlich des Gemeindesitzes Großmehring und südöstlich von Kösching im Winkel der Staatsstraßen 2231 und 2235.

## Geschichte
Katharinenberg hieß in früheren Zeiten Berghausen oder Klebhausen. Die Ersterwähnung datiert auf 822–824. Die 1447 errichtete Kirche war vermutlich eine Wehrhofkirche mit einem sechs Meter breiten und drei Meter tiefen Halsgraben im Westen der Kirche, der in den 1970er Jahren mit Schutt aufgefüllt wurde. In einer Güterbeschreibung von 1752 sind für Katharinenberg vier Anwesen aufgeführt, nämlich drei Kleinhäusler, ein Weberanwesen und eine Mesnerwohnung. 1816 wurde ein fast 25 m tiefer Dorfbrunnen durch den Dolomitfelsen geschlagen; er wurde später auf circa 32 m vertieft. 1830 bestand das Dorf aus sechs Wohnhäusern mit insgesamt 32 Bewohnern, davon fünf Häuser auf dem Hügel.
Von 1831 bis 1845 war Katharinenberg zwölfmal Veranstaltungsort eines Zentrallandwirtschaftsfestes mit Viehmarkt, Jahrmarkt, Tierprämierung und Pferderennen.
1949 legten die Einwohner aus ihrem Brunnen eine Wasserleitung. Eine Flurbereinigung wurde von 1956 bis 1960 durchgeführt.
Das Dorf gehörte seit 1837 zum oberbayerischen Landgericht Ingolstadt; bei der Trennung von Justiz und Verwaltung wurde Katharinenberg ab 1. Juli 1862 dem Bezirksamt Ingolstadt (ab 1939: Landkreis Ingolstadt) zugeschlagen. Im Zuge der Gebietsreform in Bayern wurde der Landkreis Ingolstadt zum 30. Juni 1972 aufgelöst. Die Gemeinde Großmehring, zu der Katharinenberg bereits vor der Gebietsreform gehörte, kam zum vergrößerten Landkreis Eichstätt.
1983 bestand das Dorf aus sieben landwirtschaftlichen Vollerwerbs- und fünf Nebenerwerbsbetrieben sowie einem Gasthaus und einem Kieswerk. Über die Hälfte der Bewohner pendelten nach Ingolstadt zur Arbeit.

## Katholische Kirche St. Katharina

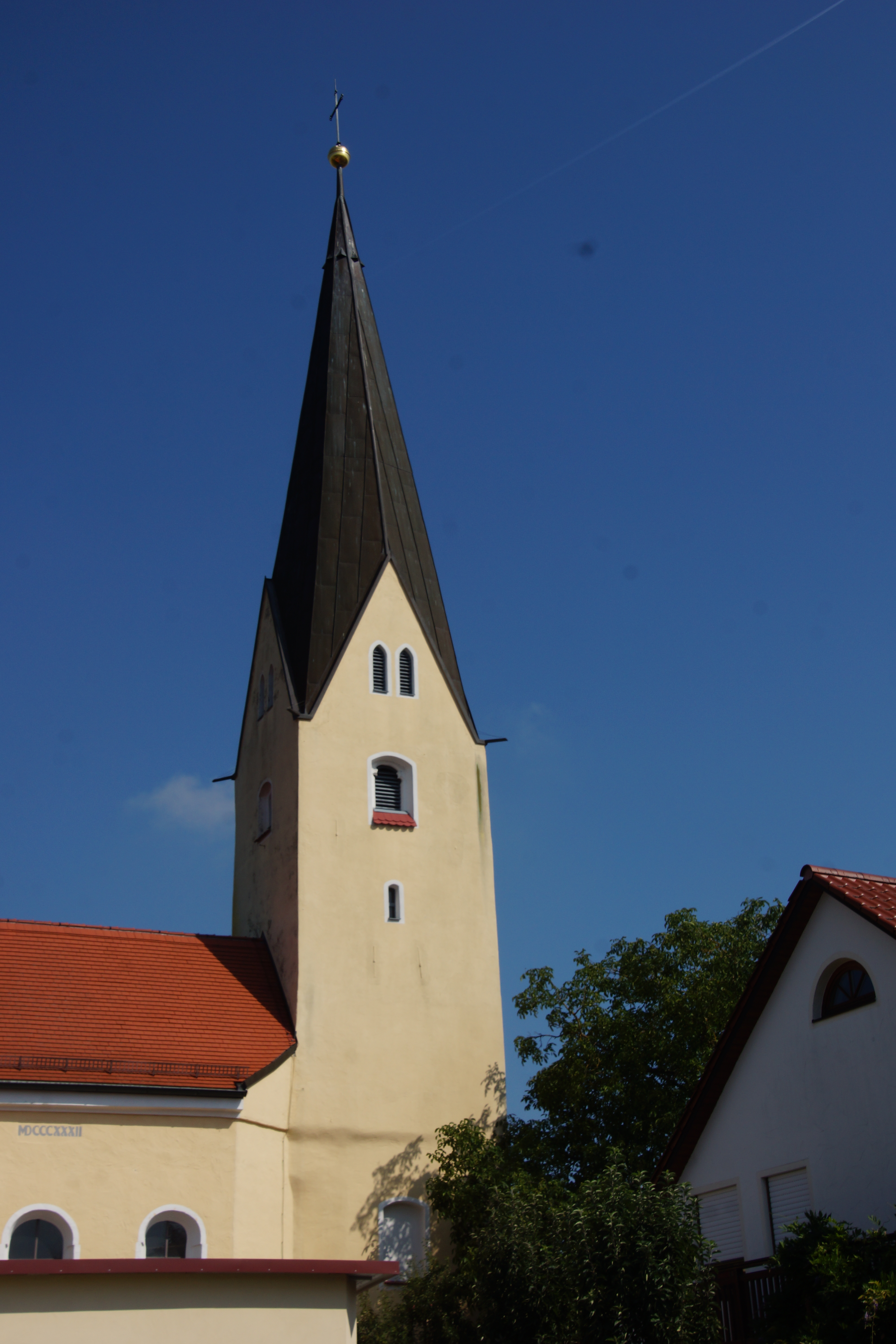
Kirche St. Katharina in Katharinenberg

Am 29. Mai 1447 wurde der Grundstein zu einer der hl. Katharina geweihten Bergkirche gelegt, einer Stiftung von Paulus Berghauser († 1460); im 15. Jahrhundert war die hl. Katharina in die Reihe der 14 Nothelfer aufgenommen worden, so dass ihre Verehrung stark zunahm. 1620 wurde der Turm neu errichtet. Infolge der Säkularisation in Bayern und nach einem Blitzschlag wurde die Kirche 1807 teilweise abgetragen; nur der Turm und die Umfassungsmauern blieben erhalten (gotisches Portal an der Westseite). 1832 wurde unter Einbeziehung der Reste ein Neubau hochgezogen, der am 2. Katharinenbergfest am 29. September 1832 eingeweiht wurde.
Der Hochaltar aus der Mitte des 18. Jahrhunderts zeigt im Altarblatt eine Anna-selbdritt-Darstellung mit dem hl. Joachim und dem hl. Josef im Hintergrund, die seitlichen Statuen stellen Zacharias und Elisabeth dar. Auf der Altarrückseite befindet sich ein Gemälde mit dem Weltenrichter Christus und Petrus und Paulus; dieses stammt von circa 1677 aus der einstigen Peterskapelle von Großmehring (heute Ruine). Vom Seitenaltar von Melchior Feselen befindet sich dessen Altarblatt von 1524, die Geburt Christi darstellend, heute im Stadtmuseum Ingolstadt. Die Vespergruppe, eine hervorragende Arbeit von Leonhard Sininger, Ingolstadt, steht heute in der Pfarrkirche Großmehring. Die Kanzel ist aus der Mitte des 18. Jahrhunderts. Eine Pietà aus Holz entstand 1510–20. Ein steinerner Opferstock mit herausgemeißeltem Rosenkranz trägt die Jahreszahl 1642.

## Fort VI „Prinz Karl“
Hauptartikel: Fort Prinz Karl
Südlich von Katharinenberg liegt auf einer weiteren Erhebung, dem Großen Weinberg (circa 420 m über NN), ein 1877–81 von Baumeister Georg Storch erbautes Außenfort der ehemaligen Landesfestung Ingolstadt. Es ist das einzige noch erhaltene Fort des äußeren, 40 km langen Festungsgürtels. Benannt ist es nach dem Feldmarschall Prinz Karl von Bayern (* 1795; † 1875). Es beherbergt heute das Sprengkommando Ingolstadt.

## Vereine
- Schützenverein „Bergrose“